# İctimai Televiziya
İctimai Televiziya və Radio Yayımları Şirkəti (en español, «Corporación pública de radio y televisión de Azerbaiyán»), más conocida por sus siglas İTV, es la empresa de radiodifusión pública de Azerbaiyán.
Fue fundada el 29 de agosto de 2005 como una corporación de servicio público dirigida por un consejo de administración, a diferencia del medio público AzTV que está controlado directamente por el estado. Desde entonces gestiona una emisora de radio (İctimai Radio) y un canal de televisión (İctimai Televiziya). İTV es miembro activo de la Unión Asia-Pacífica de Radiodifusión y de la Unión Europea de Radiodifusión desde 2007.

## Historia
El grupo İctimai fue creado el 5 de noviembre de 2004 mediante un decreto ley del gobierno de Azerbaiyán, basándose en los servicios de radiodifusión pública de otros estados europeos. Para ello se diseñó una corporación dirigida por un consejo de administración, compuesto por nueve miembros y presidido por un director general con mandato limitado. La elección de dichos miembros depende en última instancia del presidente de Azerbaiyán. La ley contemplaba también su financiación a través de publicidad y la introducción de un canon televisivo.
El canal de televisión İctimai Televiziya comenzó sus emisiones el 29 de agosto de 2005, mientras que la radio lo hizo en 2006 a través del 90.0 de la frecuencia modulada.
El gobierno azerí consiguió que İctimai ingresara en la Unión Europea de Radiodifusión como miembro de pleno derecho en 2007. Un año antes lo intentó con la principal televisión estatal, la AzTV, pero su solicitud fue rechazada por su estrecha vinculación con el ejecutivo. Gracias a esa admisión pudieron participar en el Festival de la Canción de Eurovisión desde 2008. El mayor logro de su historia fue la victoria en 2011 con el tema «Running Scared» de Ell y Nikki, lo que les permitió organizar la edición de 2012 en el Crystal Hall de Bakú.
Aunque en 2010 debió entrar en vigor el canon televisivo, el gobierno azerí canceló ese impuesto. Desde entonces İTV se financia con ingresos publicitarios y aportaciones directas del estado.

## Controversia
Algunas organizaciones han acusado al presidente Ilham Aliyev de controlar İctimai como una empresa estatal más, en vez de como una verdadera corporación pública. La ONG Institute for Reporters' Freedom and Safety ha denunciado que todos los miembros del consejo de administración son elegidos solo por la presidencia. Y el Caucasus Analytical Digest ha señalado que, pese a los esfuerzos por reducir las informaciones de fuentes estatales, se siguen silenciando las voces de opositores.
En 2009 la Unión Europea de Radiodifusión investigó a İTV porque el Ministerio de Seguridad Nacional había interrogado a dos ciudadanos que votaron en Eurovisión a Armenia, país con el que los azerís mantienen un conflicto sobre Alto Karabaj.